# Piedipiatti
Piedipiatti è un film italiano del 1991 diretto da Carlo Vanzina, con Renato Pozzetto e Enrico Montesano.
Nel film fa la sua ultima, breve apparizione il caratterista Ennio Antonelli, che interpreta un carcerato nelle scene iniziali.
Per Montesano e Pozzetto è la seconda volta che recitarono assieme: infatti avevano già lavorato in Noi uomini duri nel 1987.

## Trama
A Roma viene scarcerato Sergio Proietti soprannominato Er Soffia, e ad attenderlo c'è il brigadiere Vasco Sacchetti, agente della Narcotici e suo vecchio amico il quale, per festeggiare l'uscita dal carcere, lo invita a una mangiata di pesce a Fiumicino. A pranzo Proietti rivela a Vasco di aver sentito in carcere che un gruppo di colombiani sta per dare vita a un traffico di crack in Italia: uno di loro deve incontrare Angelo Bertoli, detto l'Americano, un losco individuo che gestisce vari night club, per offrirgli l'esclusiva sul Lazio.
Proietti inoltre dice a Vasco che questi colombiani hanno avuto con l'Americano solo contatti telefonici senza averlo mai visto in volto. Con uno stratagemma Vasco riesce a far arrestare Bertoli per percosse e oltraggio a pubblico ufficiale, e dopo avergli sottratto il braccialetto d'oro, unico suo segno di riconoscimento, si fa prestare da un magazziniere della questura un miliardo falso, posto sotto sequestro, per andare all'appuntamento spacciandosi per l'Americano.
L'incontro con Carlos, uno dei colombiani, e il suo socio Armando Mainardi ha luogo in un anonimo albergo e sembra andare per il meglio, ma due agenti della Buon costume, avendo visto il brigadiere entrare nella pensione, credono sia in compagnia femminile e decidono di irrompere nella stanza per fargli uno scherzo, mandando a monte l'operazione e permettendo a Carlos e Armando di scappare con il miliardo falso. La mattina dopo Vasco subisce la reprimenda del suo capo, che decide di togliergli il caso, mentre Proietti si trova dentro casa Carlos in compagnia di Armando: i due hanno saputo della sua "cantata" alla polizia e Carlos lo uccide, mentre cerca di scappare.

Montesano in una foto dal set

Dopo il funerale dell'amico, il magazziniere della questura riferisce a Vasco che alcune banconote facenti parte del miliardo falso sono state spacciate a Milano. All'Ippodromo di San Siro il brigadiere milanese Silvio Camurati, mentre controlla il denaro speso per le giocate, incappa in una di quelle banconote false: la signora che ne ha usufruito rivela di averla ricevuta dal socio di Carlos che, scoperto, si dà alla fuga. L'inseguimento porta Silvio in una sala da biliardo dove incontra Vasco, infiltratosi nella mala meneghina per continuare in proprio le indagini, con indosso una pistola e un etto di cocaina. Silvio lo arresta, convinto che si tratti di un malvivente, scoprendo però l'equivoco quasi subito mediante identificazione.
Avuta notizia del suo erroneo fermo, il capo della Narcotici romana ordina a Camurati di far salire Vasco sul primo aereo per la capitale. Malgrado Silvio esegua l'ordine, Sacchetti riesce a non partire e a salvare il collega, che aveva rintracciato la casa di Mainardi, presunto falsario ma in effetti narcotrafficante. Questi confessa ai due poliziotti che a esplodere il proiettile fatale per Er Soffia è stato Carlos, e fornisce loro una traccia per trovarlo: il numero di telefono di Mariagrazia, la sua amante. Dopo aver convinto Silvio a indagare a fondo sul caso, i due localizzano la casa della donna e iniziano a sorvegliarla dall'appartamento di fronte.
Fingendosi tecnico della SIP, Vasco si fa aprire dalla giovane installando delle microspie nel telefono e in camera da letto. Finalmente una sera Carlos torna da Mariagrazia, ma quando Camurati e Sacchetti stanno per uscire ad arrestarlo, l'uomo riceve una telefonata da un misterioso interlocutore con cui si accorda per incontrarsi il giorno dopo nel bagno turco di una palestra, al fine di discutere circa l'arrivo dalla Colombia di una fantomatica Concepción. Silvio e Vasco decidono così di rimandare l'operazione all'indomani, ma disgraziatamente Carlos muore stroncato da un infarto mentre l'amante gli pratica del sesso orale. 
Spacciandosi per un medico del pronto intervento, Silvio riesce a impossessarsi del cadavere per poi portarlo il giorno dopo, insieme al collega, all'appuntamento al bagno turco dove trovano il misterioso interlocutore. Pedinandolo fino a casa, i due "piedipiatti" lo identificano nell'ingegnere Aldo Rotelli, noto imprenditore impegnato in grandi opere di beneficenza. Entrano quindi in villa per portarlo in questura, privi tuttavia di un mandato di cattura, sicché per Rotelli diventa gioco facile sottrargli il nastro contenente la telefonata e lasciarli in mano alle sue guardie del corpo, le quali dapprima li fanno ubriacare e poi li gettano da un pendio con la loro auto, provocando la distruzione di una volante della polizia.
Chiamati a rapporto dal questore di Milano, Silvio e Vasco, ancora intontiti dai fumi dell'alcool, tentano di spiegare la vicenda ma non vengono creduti e sono sospesi dal servizio. Qualche giorno dopo, Silvio viene a sapere da un notiziario televisivo che la Concepción della telefonata è in realtà una nave proveniente dalla Colombia con un carico di doni per i bambini del terzo mondo.
Giunto a Venezia, dove la nave attraccherà, ritrova Vasco. I due, fingendosi ufficiali della Capitaneria di Porto, riescono a entrare sulla nave e verificano la fondatezza dei loro sospetti: le bambole di pezza destinate ai bambini sono piene di droga. Sfuggiti agli uomini di Rotelli, lo raggiungono alla presenza di varie autorità, tra cui lo stesso questore di Milano, svelando la verità sul carico della nave. L'ingegnere prende in ostaggio una bambina e scappa a bordo di un gommone.
Silvio e Vasco lo inseguono in laguna su delle moto d'acqua, ma quando sono sul punto di raggiungerlo Silvio cade in acqua mentre tenta di rispondere al suo cercapersone, e Vasco è costretto a tornare indietro per salvarlo. Poco dopo Rotelli, circondato dalle moto-navette della Guardia di Finanza, si arrende, ma sarà il questore a prendersi tutti i meriti per l'arresto: per vendetta, Silvio e Vasco andranno a giocarsi al Casinò di Venezia il resto delle banconote false prese a Roma da Vasco.

## Distribuzione
Il film uscì nelle sale italiane il 3 ottobre del 1991.